# Footloose (film 2011)
Footloose è un film del 2011 diretto da Craig Brewer.
Pellicola statunitense distribuita dalla Universal Pictures per il mercato home video nel 2011, remake dell'omonima pellicola del 1984.

## Trama
(Tagline del film.)
Dopo la morte della madre Ren McCormack, un ragazzo di Boston, si trasferisce presso gli zii a Bomont, un piccolo paese di provincia che ha bandito la musica rock, il ballo e tutto ciò che può corrompere la moralità della cittadina dopo che pochi anni prima cinque ragazzi (tra cui il figlio del reverendo del paese, nonché fratello di Ariel, Bobby Moore) sono morti mentre tornavano da una festa fuori città.
Il ragazzo cerca con impegno di reagire al dolore per la scomparsa della madre: ottiene un posto nella squadra di football del liceo, si trova un lavoro come operaio per contribuire alle spese familiari e ripara un vecchio Maggiolino che lo zio, gestore di un autosalone, gli ha regalato. Tuttavia, la retriva e bigotta comunità accetta a fatica il giovane Ren.
A causa delle ordinanze contro la musica da ballo, il ragazzo viene denunciato dalla polizia per l'alto volume dell'autoradio, mentre tra i compagni di scuola ha pochi sinceri amici (Willard e la sua ragazza Rusty). Un ragazzo addirittura gli offre della droga pensando che chi viene da una metropoli debba essere un consumatore abituale di spinelli. Ren, pur rifiutando le droghe, è suo malgrado protagonista dell'episodio, che viene notato e riferito al preside della scuola, il quale, comunque, non ha elementi per prendere provvedimenti.
Nel contempo Ariel Moore, la figlia diciottenne del reverendo, si ribella di nascosto alle prescrizioni imposte dal padre: frequenta Chuck, un giovane rozzo e irresponsabile, con il quale perde anche la verginità. Inizialmente non è interessata a Ren e gli si avvicina al solo scopo di ingelosire il suo fidanzato. Intuendo le vere intenzioni della ragazza, Ren non si lascia strumentalizzare, ma in tal modo suscita un sincero interessamento in Ariel, colpita dal fatto che Ren non sia superficiale come molti suoi coetanei.
Ariel inizia a frequentare Ren più assiduamente, anche se lui dichiara che sarà disposto a baciarla un giorno. Il reverendo Moore, fortemente contrariato dal fatto che Ren abbia legato con la figlia, non riuscendo a discuterne con Ariel, va a parlare con Wes, lo zio di Ren, il quale difende il ragazzo con passione, ricordando quello che ha sofferto per la malattia e la perdita della madre.
L'atteggiamento del reverendo rende Ren più determinato. Con l'aiuto dell'amico Willard, che non sa ballare, organizza una petizione per annullare il divieto della musica da ballo. Il giovane annuncia direttamente al reverendo le sue intenzioni, mantenendo comunque i toni pacati. In una conversazione con la zia, una sera, Ren spiega chiaramente perché si batte per il suo scopo: non lo fa perché ballare sia tanto importante, ma perché ha l'occasione di dimostrare che alcune battaglie possono essere anche vinte, per superare la sconfitta della perdita della madre, nonostante tutto il suo adoperarsi per assisterla.
La petizione ottiene i suoi frutti e di fronte al consiglio comunale riunito Ren presenta il suo accorato discorso in cui difende il suo sacrosanto diritto di danzare. Ren ricorda che la danza è un'espressione della gioia di vivere, della spensieratezza adolescenziale e dell'amore verso Dio, come è chiaramente riportato nella Bibbia che cita puntualmente, grazie ai suggerimenti di Ariel. Nonostante le sue argomentazioni, la cittadinanza continua a votare a favore delle ordinanze e Ren si arrende.
Il signor Beamis, capo del magazzino dove Ren lavora, autorizza tuttavia il giovane ad organizzare il ballo nella sua proprietà, ai confini della cittadina e quindi fuori dalla giurisdizione della polizia. Ren dovrà comunque convincere il reverendo che non ci sarà trasgressione morale e avere il suo benestare. Ren si rivolge al reverendo in modo chiaro, parlandogli anche di sua madre mentre il reverendo menziona Bobby, il figlio scomparso nell'incidente mortale che è la causa di tutti i divieti.
Il reverendo, nel successivo sermone domenicale, dice di avere il cuore tormentato, ma ammette che lasciare ai ragazzi la libertà di crescere è senza dubbio la scelta migliore, perché se i genitori non hanno fiducia nei loro figli non potranno mai diventare questi ultimi degni di fiducia. Quindi cede al ballo, invitando i fedeli a pregare per la buona riuscita dell'iniziativa.
Arriva quindi la fatidica sera del ballo, tutti i giovani si presentano in abiti eleganti, come è tradizione alle feste scolastiche. Rusty e Willard stanno per entrare nella sala, ma arrivano Chuck e i suoi compari, giunti per picchiare Ren. Willard inizialmente non vuole reagire per non rovinare la festa, ma accorrono Ren, Ariel e il proprietario dello stabile, insieme riescono a difendersi e a mettere k.o. Chuck e i suoi.
Il film si conclude con tutti i protagonisti che si scatenano sulle note di Footloose, anche Willard, che ha imparato a ballare grazie a Ren.

## Colonna sonora
La colonna sonora del film è composta da una compilation di brani musicali di artisti vari. È stata pubblicata in formato CD dall'etichetta discografica Atlantic Records nel 2011 in formato CD.

## Distribuzione
Il film in Italia è stato distribuito direct-to-video per il mercato home video.
La casa di produzione Paramount Pictures ha distribuito il film in DVD e Blu-ray il 6 marzo 2012.